# Кан-4
Кан-4 (фр.  Caen-4) — кантон во Франции, находится в регионе Нормандия, департамент Кальвадос. Входит в состав округа Кан.

## История
До 2015 года в состав кантона входили центральные кварталы города Кан и коммуна Эпрон. В результате реформы 2015 года  состав кантона был изменен - коммуна Эпрон была переведена в кантон Кан-3.

## Состав кантона с 22 марта 2015 года
В состав кантона входят коммуны (население по данным Национального института статистики за 2018 г.):
- Кан (26 861 чел., центральные кварталы)

## Политика
На президентских выборах 2022 г. жители кантона отдали в 1-м туре Эмманюэлю Макрону 32,3 % голосов против 28,9 % у Жана-Люка Меланшона и 11,9 % у Марин Ле Пен; во 2-м туре в кантоне победил Макрон, получивший 76,7 % голосов. (2017 год. 1 тур: Эмманюэль Макрон – 29,6 %, Жан-Люк Меланшон – 23,1 %, Франсуа Фийон – 20,6 %, Марин Ле Пен – 10,3 %; 2 тур: Макрон – 82,1 %. 2012 год. 1 тур: Франсуа Олланд — 35,2 %, Николя Саркози — 25,0 %, Марин Ле Пен — 9,4 %; 2 тур: Олланд — 60,7 %).
С 2021 года кантон в Совете департамента Кальвадос представляют член совета города Кан Франсис Жоли (Francis Joly) (Зелёные) и бухгалтер Мартин Кергелен (Martine Kerguélen) (Социалистическая партия).
|                | Кандидаты                               | Партия               | Первый тур | Первый тур     | Второй тур | Второй тур |
| Кол-во голосов | Кандидаты                               | Партия               | % голосов  | Кол-во голосов | % голосов  |            |
| -------------- | --------------------------------------- | -------------------- | ---------- | -------------- | ---------- | ---------- |
|                | Франсис Жоли Мартин Кергелен            | Левый блок — Зелёные | 1 954      | 49,52          | 2 459      | 61,43      |
|                | Теофиль Канза Мья Дьека Сесиль Коттансо | Правый блок          | 1 451      | 36,77          | 1 544      | 38,57      |
|                | Филипп Вельтен Эмма Фурро               | Непокорённая Франция | 541        | 13,71          |            |            |

|                | Кандидаты                    | Партия                  | Первый тур | Первый тур     | Второй тур | Второй тур |
| Кол-во голосов | Кандидаты                    | Партия                  | % голосов  | Кол-во голосов | % голосов  |            |
| -------------- | ---------------------------- | ----------------------- | ---------- | -------------- | ---------- | ---------- |
|                | Жиль Детервиль Корин Фере    | Социалистическая партия | 2 073      | 32,23          | 3 423      | 58,69      |
|                | Жан Дебель Эмили Рошфор      | Правый блок             | 1 544      | 24,00          | 2 409      | 41,31      |
|                | Надин Биссон Доминик Саль    | Национальный фронт      | 1 195      | 18,58          |            |            |
|                | Франсис Жоли Селин Пен       | Европа Экология Зелёные | 807        | 12,55          |            |            |
|                | Лилиан Бель Сильви Релан     | Коммунистическая партия | 570        | 8,86           |            |            |
|                | Соня Дюмениль Самуэль Ландон | Прочие                  | 243        | 3,78           |            |            |